# Гліобластома

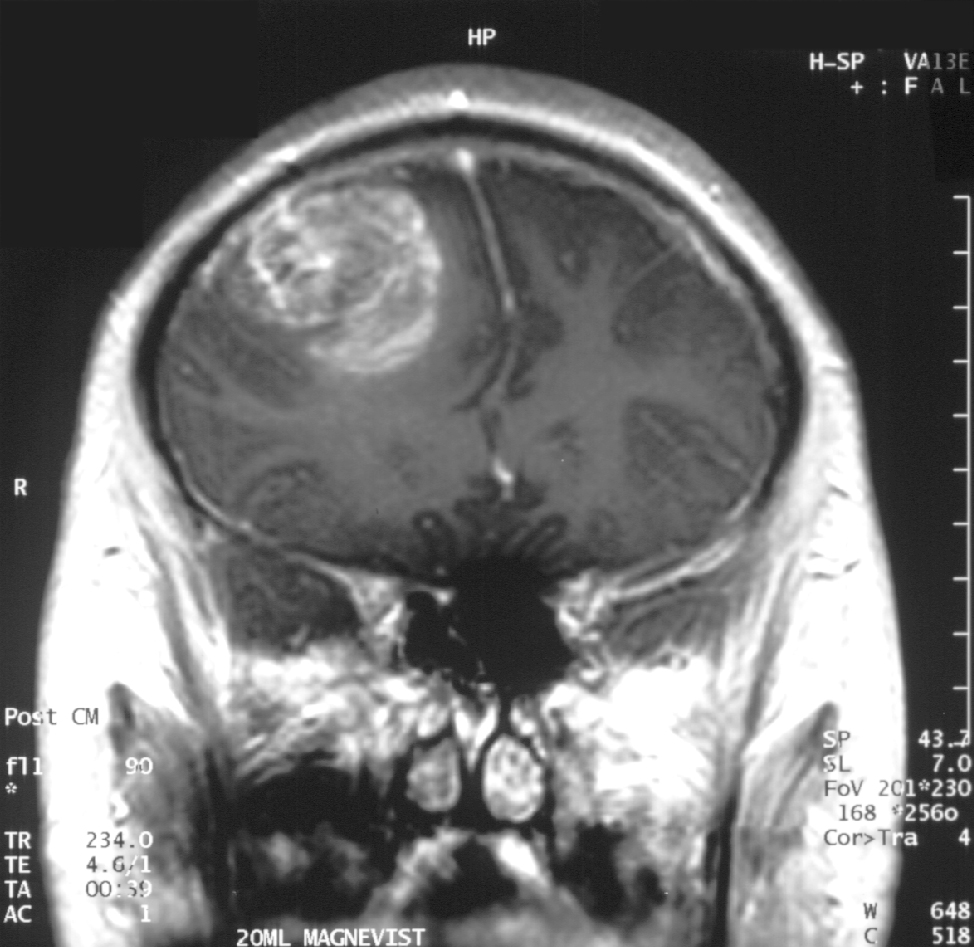
Контрастне МРТ сканування гліобластоми четвертої стадії 15-річного хлопчика

Мультиформна гліобластома (англ. Glioblastoma multiforme, GBM) — найбільш розповсюджена і найбільш агресивна форма пухлини мозку, яка становить до 52 % первинних пухлин мозку і до 20 % всіх внутрішньочерепних пухлин. Попри те, що гліобластома є найбільш розповсюдженою первинною пухлиною мозку, на 100 тисяч жителів Європи і Північної Америки реєструється всього 2-3 випадки захворювання. Термін «гліобластома» передбачає два варіанти цієї хвороби: гігантоклітинна гліобластома і гліосаркома.

## Етіологія
З невідомих причин гліобластома зустрічається частіше у чоловіків. Більшість випадків гліобластоми мають спорадичний характер, без генетичної схильності. Не встановлено зв'язок між гліобластомою і курінням, споживанням консервованого м'яса або впливом електромагнітного поля. Споживання алкоголю, можливо, є фактором ризику. Захворюваність гліобластомою пов'язана з вірусами SV40, ГВЛ-6 і цитомегаловірусом. Є невелика залежність гліобластоми від іонізуючого випромінювання. Аналіз 2006 року пов'язує цю пухлину головного мозку з впливом свинцю на робочому місці. Підмічено зв'язок випадків пухлини мозку і малярії. Вважається, що малярійний комар, переносник малярії, може передавати вірус або інший агент, який може збільшити ризик гліобластоми.

## Лікування

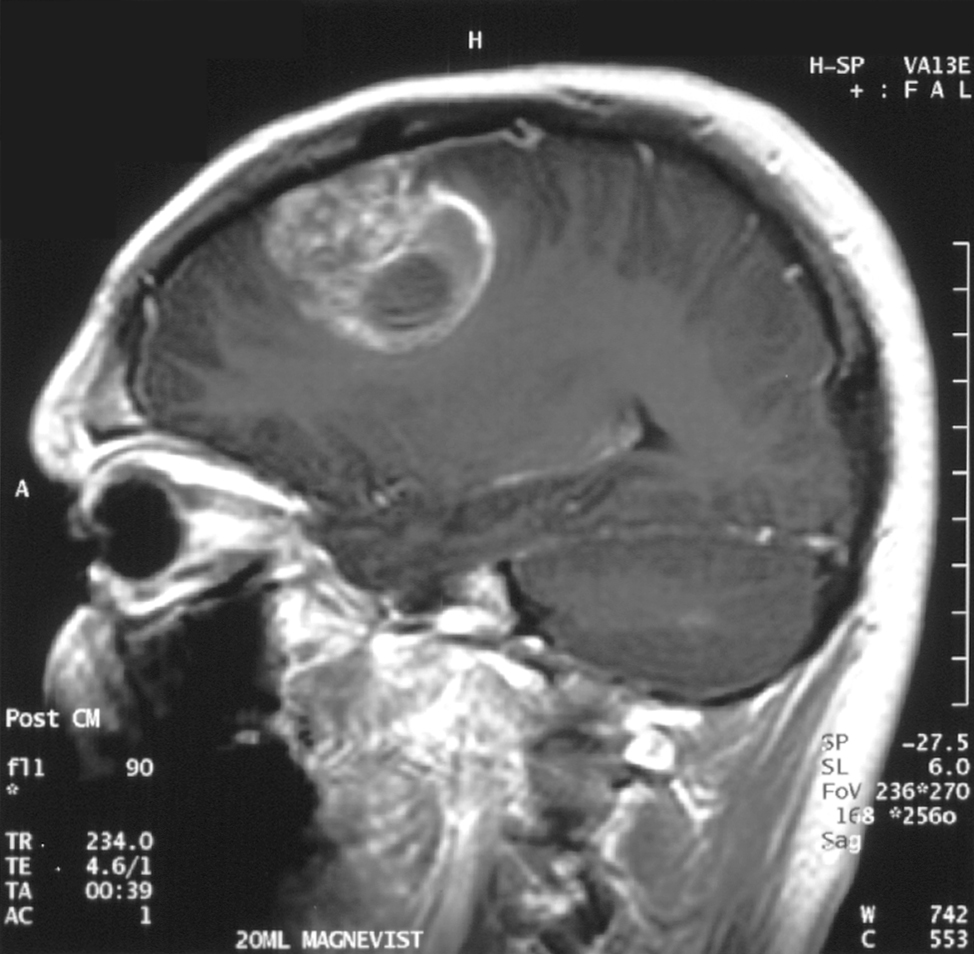
Сагітальне контрастне МРТ сканування гліобластоми четвертої стадії 15-річного хлопчика

При лікуванні може застосовуватися хімієтерапія, променева терапія та хірургічне лікування. Медіана виживання для пацієнтів, щодо яких застосовувалася променева і хіміотерапія з темозоломідом, становить 15 місяців. Медіана виживаності без лікування становить три місяці, однак досить часто пацієнти проживають 1-2 роки. Хоча серйозних досліджень ефективності хірургічного лікування при цьому захворюванні не проводилося, хірургія залишається стандартним методом лікування.

## Тваринні моделі
За даними одного дослідження, в мишачої моделі гліобластоми, яку спричинила точкова делеція в гені p53, накопичення мутантних білків p53 відзначається спочатку в субвентрикулярній зоні, звідки і починається поширення клітин прогеніторноподібного фенотипу, що дають початок пухлини.

## Генетичні порушення при гліобластомі
Найбільш розповсюдженими генетичними порушеннями при первинних гліобластомах є втрата гетерозиготності (LOH) 10q (69 %), потім ампліфікація з (34 %), мутація TP53 (31 %), гомозиготна делеція CDKN2A (31 %) і мутації PTEN (24 %). У вторинних гліобластомах часті мутації TP53 і LOH 10q (65 % і 63 %), тоді як інші генетичні порушення рідкісні.